# Гана Бобкова
Гана Бобкова (чеськ. Hana Bobková), після одруження — Влачилова (чеськ. Vláčilová, 19 лютого 1929, Прага — 2017) — чехословацька гімнастка, призерка Олімпійських ігор.

## Біографічні дані
На Олімпіаді 1952 Гана Бобкова зайняла 3-є місце в командному заліку. В індивідуальному заліку вона зайняла 31-е місце. Також зайняла 6-е місце в командних вправах з предметом, 27-е — у вправах на брусах, 31-е — у вправах на колоді, 57-е — в опорному стрибку та 47-е — у вільних вправах.
Після завершення виступів працювала тренером, спортивним адміністратором, міжнародним суддею з гімнастики, у тому числі на Літніх Олімпійських іграх 1960, 1968, 1972 и 1980 років.